# Afroedura vazpintorum
Afroedura vazpintorum — вид геконоподібних ящірок родини геконових (Gekkonidae). Ендемік Анголи. Описаний у 2021 році.

## Поширення і екологія
Afroedura vazpintorum мешкають на прибережних рівнинах у провінціях Бенгела і Намібе.